# دولاسترون
دولاسترون (انگلیسی: Dolasetron) یک آنتاگونیست گیرنده 5-HT3 سروتونین است که برای درمان تهوع و استفراغ پس از شیمی درمانی استفاده میشود. اثر اصلی آن کاهش فعالیت عصب واگ است که عصبی است که مرکز استفراغ را در بصل النخاع فعال می کند. هنگامی که علائم ناشی از بیماری حرکت باشد، اثر ضد استفراغ زیادی ندارد. این دارو هیچ تاثیری بر گیرنده های دوپامین یا گیرنده های موسکارینی ندارد.
دولاسترون به آرامی تجزیه میشود و برای مدت طولانی در بدن باقی می ماند. یک دوز معمولاً یک یا دو بار در روز تجویز میشود و ۴ تا ۹ ساعت طول می کشد. این دارو توسط کبد و کلیه ها از بدن خارج میشود.